# بیل (وایومینگ)
بیل (به انگلیسی: Bill) یک منطقهٔ مسکونی در ایالات متحده آمریکا است که در شهرستان کانورس، وایومینگ واقع شده‌است.